# Vŭlko Červenkov
Vŭlko Červenkov, někdy zjednodušeně přepisováno také jako Valko Červenkov (bulharsky: Вълко Вельов Червенков; 6. září 1900 Zlatica - 21. října 1980 Sofie) byl bulharský komunistický politik, v letech 1949-1956 nejmocnější muž Bulharska, držící dva klíčové posty: premiéra (1950-1956) a předsedy Komunistické strany Bulharska (1949-1954). Jeho vláda byla ve znamení rychlé industrializace, násilné kolektivizace zemědělství a rozsáhlého pronásledování politických oponentů.

## Život
Členem komunistické strany se stal v roce 1919 a ihned, jako devatenáctiletý, kandidoval ve volbách do Velkého národního shromáždění. V roce 1923 se aktivně účastnil komunistického povstání, které mělo svrhnout vládu premiéra Alexandra Cankova (tzv. zářijové povstání). Po porážce povstání na něj byl vydán zatykač a byl v nepřítomnosti odsouzen k smrti. Žil pak v ilegalitě, o dva roky později (1925) uprchl do Moskvy. Navštěvoval tam školu marxismu-leninismu a nakonec se stal jejím ředitelem. Stal se nadšeným stalinistou a agentem tajné policie NKVD pod přezdívkou „Spartak“. V roce 1941, poté co se vládnoucí režim v Bulharsku připojil k hitlerovské koalici, se stal ředitelem a hlavním redaktorem komunistické rozhlasové stanice Christo Botev, která z Moskvy vysílala do Bulharska.
Do vlasti se vrátil v roce 1944, spolu s Rudou armádou. Stal se členem první poválečné vlády, která nastoupila v roce 1945. Nebyla ještě plně komunistická (systém ustavené Vlastenecké fronty hodně připomínal systém Národní fronty v Československu), ale již v ní komunisté měli rozhodující slovo. V roce 1947 se v této vládě stal ministrem kultury, v roce 1949 místopředsedou vlády.
Jako švagr vůdce bulharských komunistů Georgie Dimitrova rychle stoupal i ve stranické hierarchii a stal se členem politbyra (byl jím až do roku 1962). Když Georgi Dimitrov v roce 1949 zemřel, rozhodli se komunisté pro kolektivnější vedení a dvě klíčové funkce rozdělili - Červenkov byl zvolen generálním tajemníkem ústředního výboru komunistické strany, kdežto premiérem (předsedou Rady ministrů) byl zvolen Vasil Kolarov. Jenže Kolarov v lednu 1950 zemřel a Červenkov získal i druhý klíčový post. V letech 1950-1954 tak byl takřka všemocným vládcem Bulharska, neboli také "malým Stalinem", jak se mu přezdívalo.
Za jeho vlády byl například popraven Trajčo Kostov, šlo o typický zinscenovaný proces stalinské éry. Na začátku roku 1951 začal Červenkov vylučovat ze strany tisíce lidí, včetně mnoha vysokých funkcionářů, v kampani za úplnou stranickou disciplínu. Ze 460 000 členů jich bylo do roku 1953 vyloučeno 100 000. Klíčovým projektem byla kolektivizace zemědělství, v letech 1950 až 1953 se podíl státní orné půdy zvýšil z 12% na 61%. Navzdory tomu však pětiletý plán z let 1949–1953 nedosáhl v zemědělství svého cíle, zemědělství v tomto období zaznamenalo růst pouze o 0,9%. Naopak průmysl, v Bulharsku z velké části budovaný nově "na zelené louce", zaznamenal růst o 20,7%.
V roce 1953, po smrti Stalina, Červenkov začal režim mírně uvolňovat. Obnovil vztahy s Řeckem a Jugoslávií, byly uděleny některé politické amnestie a začalo se diskutovat o zvýšení produkce spotřebního zboží, namísto dosavadního důrazu na těžký průmysl. Přesto Červenko cítil, že ztrácí půdu pod nohama, což se obezřetně rozhodl řešit tím, že se sám vzdal části moci - odstoupil v roce 1954 z funkce generálního tajemníka strany a na této pozici ho nahradil Todor Živkov. Post premiéra si ponechal a pokoušel se posílit své postavení dalším uvolňováním režimu - omezil sovětské zásahy do bulharského hospodářského a politického života, snížil tempo kolektivizace a v období 1954-1955 propustil 10 000 politických vězňů. Nepomohlo mu to však. Červenko rezignoval i na funkci premiéra v roce 1956, po Chruščovově kritice kultu osobnosti, kdy i bulharská komunistická strana tento kult odsoudila (tzv. dubnová linie), byť explicitně neodsoudila i jeho bulharskou podobu a Červenka samotného. Symbolicky ho nahradil Anton Jugov, představitel národně-komunistických tendencí a bývalý ministr vnitra, kterého smetl proces s Kostovem v roce 1949. Moc ale reálně přebral plně Živkov, jemuž Chruščov velmi důvěřoval. Ten se nakonec zbavil i Jugova (roku 1962).
Červenkov nebyl od moci odstaven zcela a hned, stal se nejprve vicepremiérem a ministrem školství a kultury. Protistalinistické tažení ve straně ho ale nakonec dostihlo v roce 1962, kdy byl ze strany vyloučen. V roce 1969 byl rehabilitován a do strany se mohl vrátit, nikoli však na významné posty.